# Glazov
Glazkar
Glazov (en russe : Глазов) ou Glazkar (en oudmourte : Глазкар) est une ville de la république d'Oudmourtie, en Russie. Sa population s'élevait à 87762 habitants en 2021.

## Géographie
| - OpenStreetMap Limite de la ville. |

Glazov est arrosée par la rivière Tcheptsa affluent de la Viatka. Elle est située à 1 106 km à l'est de Moscou et à 197 km au nord de la capitale régionale Ijevsk.

## Histoire
La première mention de Glazov remonte à l'année 1678. C'est alors le village de Glazovo, dont le nom provient de celui d'une famille noble de la région. Dans le cadre d'une réforme territoriale, Glazov obtient en 1780 le statut de ville. À cette époque, la localité ne comptait pas mille habitants et demeure longtemps une petite ville isolée, à tel point qu'elle accueille des condamnés à l'exil. Le célèbre auteur Vladimir Korolenko y effectue son exil politique dans les années 1880.
À la fin du XIXe siècle, l'arrivée du chemin de fer Transsibérien transforme la ville. Durant la guerre civile elle constitua un enjeu important dans les affrontements entre l'armée de Koltchak et les bolchéviks en juin 1919. Au début du XXe siècle, le commerce des produits agricoles y est très actif. Les premières industries naissent à l'époque soviétique.
À la fin du XXe siècle, de nouveaux quartiers résidentiels constitués d'immeubles préfabriqués apparaissent. La vieille ville, bâtie suivant un plan général de 1780, contient encore un certain nombre de maisons traditionnelles.

## Population
Recensements (*) ou estimations de la population
| 1856  | 1897* | 1926* | 1939*  | 1959*  | 1970*  |
| ----- | ----- | ----- | ------ | ------ | ------ |
| 2 200 | 3 509 | 6 601 | 16 459 | 59 012 | 68 348 |

| 1979*  | 1989*   | 2002*   | 2010*  | 2012   | 2013   |
| ------ | ------- | ------- | ------ | ------ | ------ |
| 81 144 | 104 072 | 100 894 | 95 854 | 95 553 | 95 117 |

## Économie
Le principal employeur de la ville est l'entreprise OAO Tchepetski Mekhanitcheski Zavod (ОАО Чепецкий Механический Завод) du groupe TVEL. Créé dans les années 1950, TchMZ est un complexe de fabrication et de retraitement de matériaux fissiles, qui emploie près de 10 000 personnes. 

## Transports
La ville est desservie par le chemin de fer Transsibérien (section Moscou-Perm)

## Personnalités
- Olga Knipper (1868-1959), actrice et femme d'Anton Tchekhov.
- Tatiana Baramzina (1919-1944), tireur d'élite soviétique, Héros de l'Union soviétique.
- Jevgenijus Šuklinas (1985-), céiste lituanien, médaillé olympique.
- Elizaveta Tuktamysheva (1996-), patineuse artistique russe.